# 海剣羚

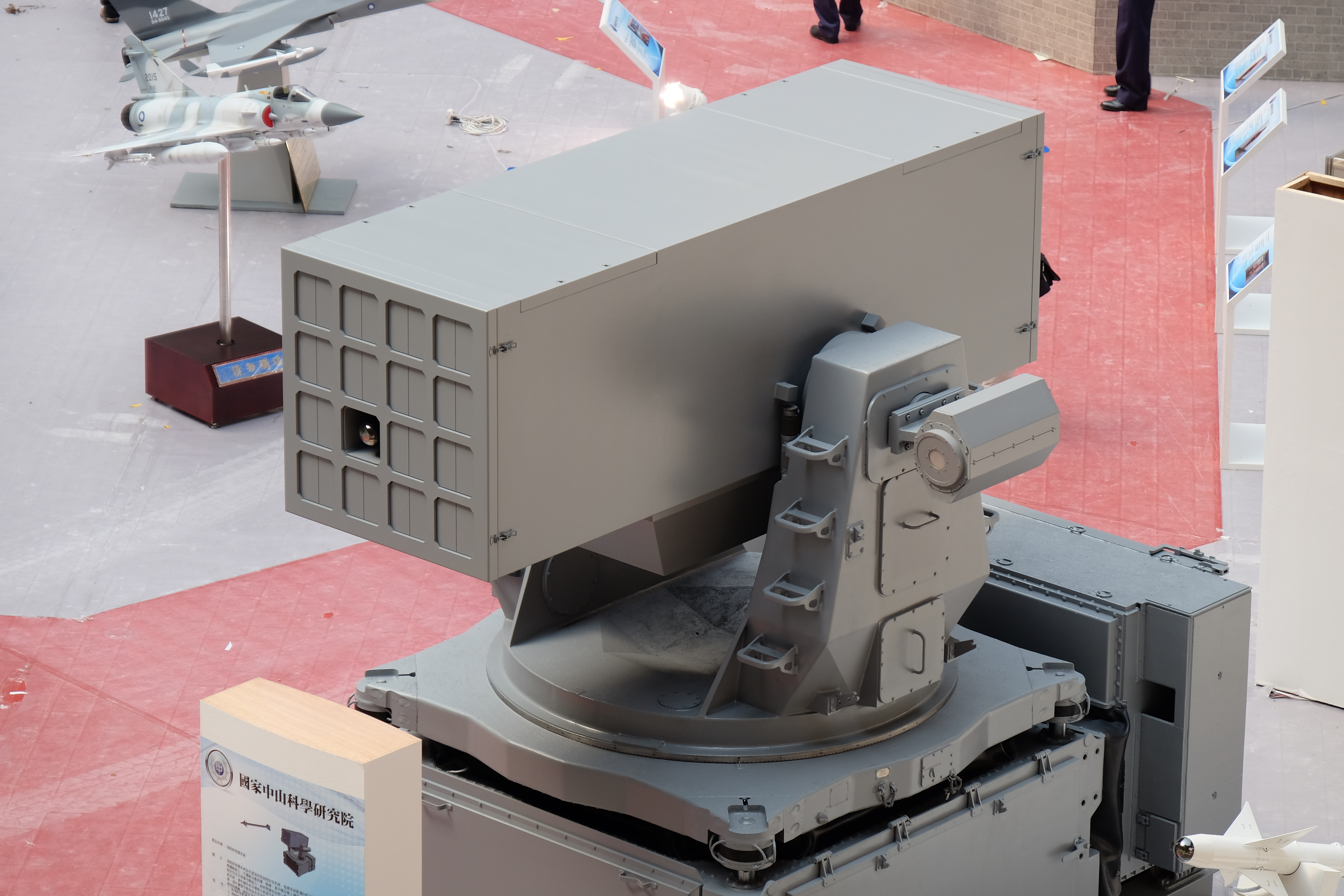
海剣羚ミサイルランチャー

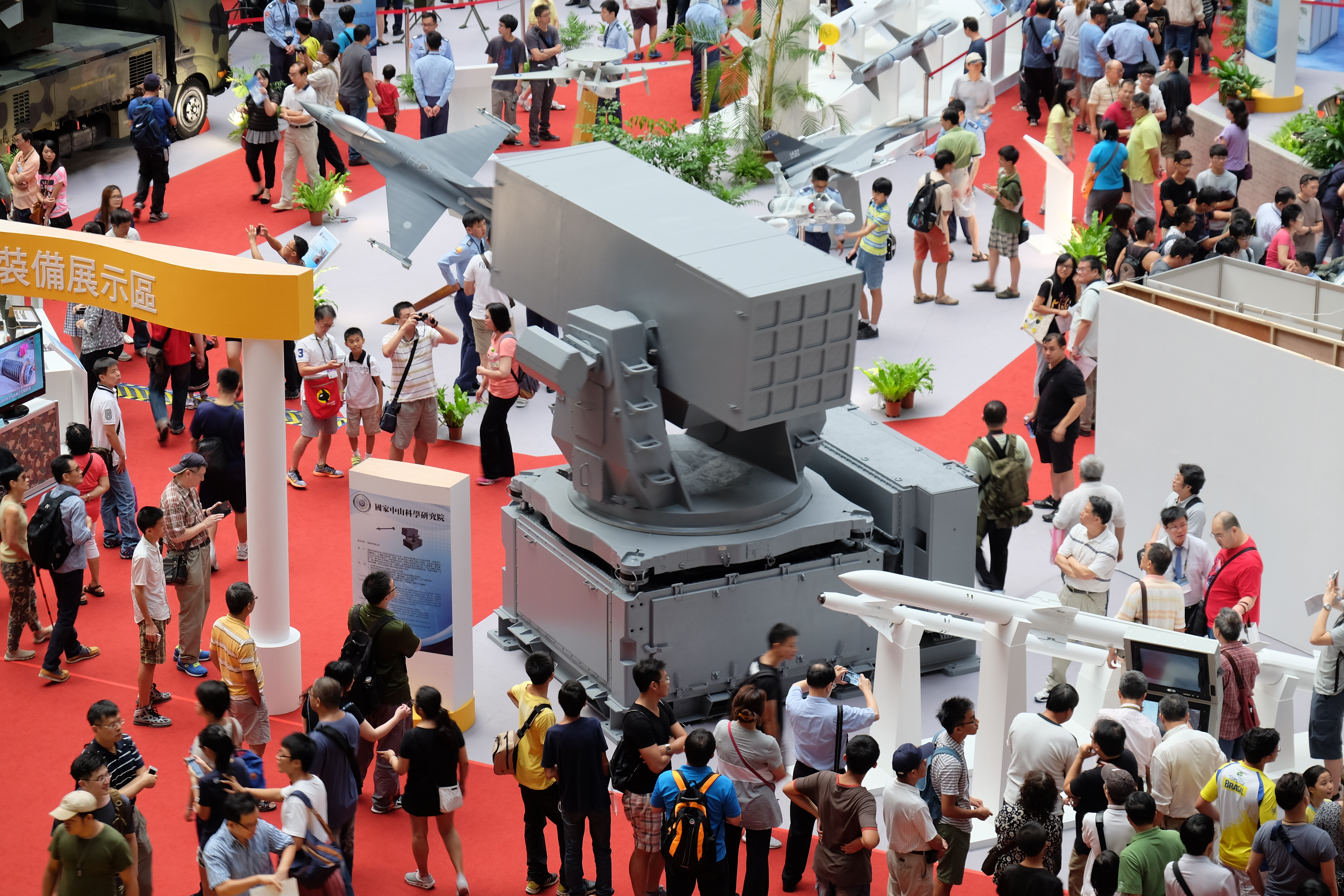
2015年にMNDホールでの海剣羚ミサイルランチャーの展示

2019年にMNDホールでの「自律型」海剣羚ミサイルランチャーの展示

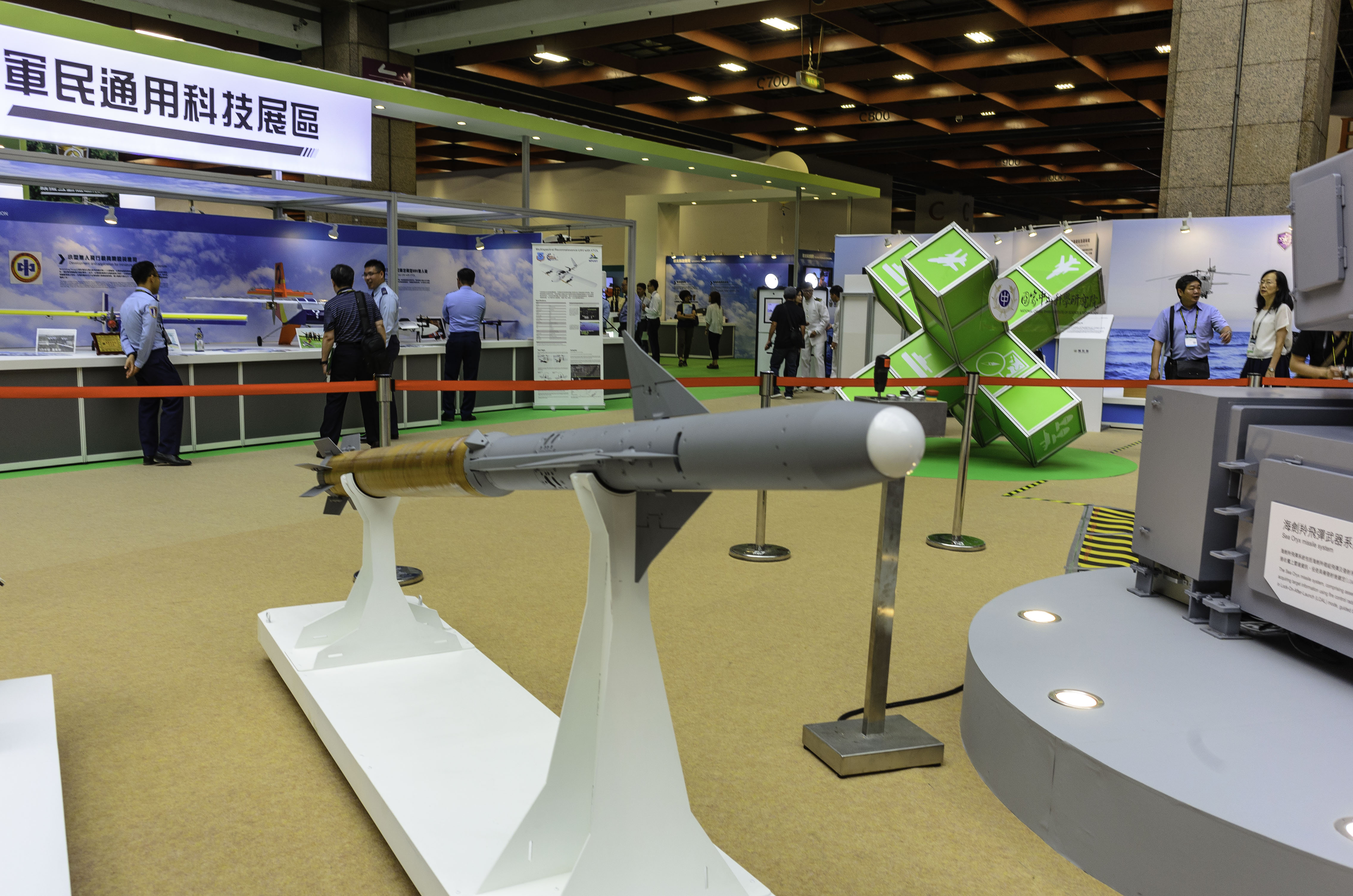
2019年にMNDホールでの「海剣羚」ミサイルの展示

海剣羚（中国語：海劍羚、英語：Sea Oryx）ミサイルシステムは、中華民国（台湾）海軍向けに開発された軽量・赤外線ホーミング短距離防空システムである。TC-1L地対空ミサイルをベースに、対艦ミサイルやヘリコプター、低空飛行の固定翼ジェット機などから防御するために設計された。 

## 開発
TC-1を改造したコンセプトモデルが2015年に展示され、赤外線画像シーカー、折りたたみ式の操縦翼面、自由に回転する尾翼、より強力なロケットモーター、8発または16発のAURと左側にFLIRセンサーを備えた訓練可能なランチャーを搭載していた。 
設計は2017年に完了し、より多くのロケット燃料を搭載するためにミサイルの船尾部の直径を拡大し、4つの回転尾翼を8つの小さな固定式尾翼に変更した。ランチャーは、2つの明らかに異なる派生型へ進化した。1つは艦船の中央戦闘管理システムに統合され（照準情報に完全に依存する）、24発のミサイルを搭載できるがセンサーは搭載していないもので、もう1つは「自律型」で12発のミサイルしか搭載できないが、SeaRAMシステムと同じコンセプトの回転式捜索/追尾レーダーとFLIR/EOセンサーを搭載している。 

## 派生型

### 陸上ベース
2019台北航空宇宙・防衛技術展で、国家中山科学研究院は、中国の巡航ミサイル攻撃から台湾のAN/FPS-115 PAVE PAWS早期警戒レーダーを守るためにトラックに搭載された海剣羚ミサイルシステムを示すコンセプト動画を発表した。 